# Якимівка (станція)
Яки́мівка — проміжна залізнична станція 5-го класу Запорізької дирекції Придніпровської залізниці на електрифікованій лінії Федорівка — Джанкой між станціями Тащенак (17 км) та Сокологірне (26 км). Розташована в однойменному селищі Мелітопольського району Запорізької області. Станція обслуговує Якимівський елеватор.

## Історія
Станція відкрита у 1874 році під час прокладання головного ходу приватної Лозово-Севастопольської залізниці на дільниці Олександрівськ — Джанкой.
У 1970 році станція електрифікована постійним струмом (=3 кВ) в складі дільниці Мелітополь — Сімферополь.
28 квітня 2022 року неподалік станції Якимівка зруйнований залізничний міст через річку Великий Утлюк, через який російським окупантам постачалася зброя та паливо у Запорізьку область з тимчасово окупованого Криму в ході повномасштабного  вторгнення в Україну.
2 липня 2022 року на перегоні між Якимівкою і Мелитополем був обстріляний з гранатометів російській бронепоїзд, внаслідок чого він зійшов з рейок, при чому окупаційна влада заявила, що це нібито був вантажний поїзд з продовольчими продуктами.
31 травня 2025 року поблизу станції Якимівки підірваний вантажний поїзд, що рухався в бік тимчасово окупованого Криму. Внаслідок вибуху на залізничному полотні поїзд із паливними цистернами та товарними вагонами пішов під укіс. Ключова логістична артерія московитів на ттмчасово окупованих територіях Запорізької області та Криму зазнала пошкоджень. Окупанти одразу ж оголосили «план-перехват»: населеними пунктами почали нишпоряти патрулі росгвардійців, а також посилили перевірки на блок-постах.

## Пасажирське сполучення
З 1 лютого 2016 року адміністрація Придніпровської залізниці погодила відновлення зупинки нічному швидкому поїзду «Харків» № 81/82 сполученням Харків — Новоолексіївка в селищі Якимівка, яке розташоване за 42 км від курортного селища Кирилівки. Експеримент виявився вдалим і поїзд продовжував здійснювати тарифну зупинку на станції Якимівка. Також на станції зупинявся двогрупний нічний швидкий поїзд № 85/87—86/88 сполученням Львів, Ковель — Новоолексіївка (з 2022 року маршрут руху поїзда тимчасово обмежено до станції Запоріжжя I).
До повномасштабного російського вторгнення в Україну на станції Якимівка зупинялися поїзди далекого та приміського сполучення. Щороку влітку призначалися декілька додаткових пасажирських поїздів сезонного курсування із зупинкою на станції.

## Галерея

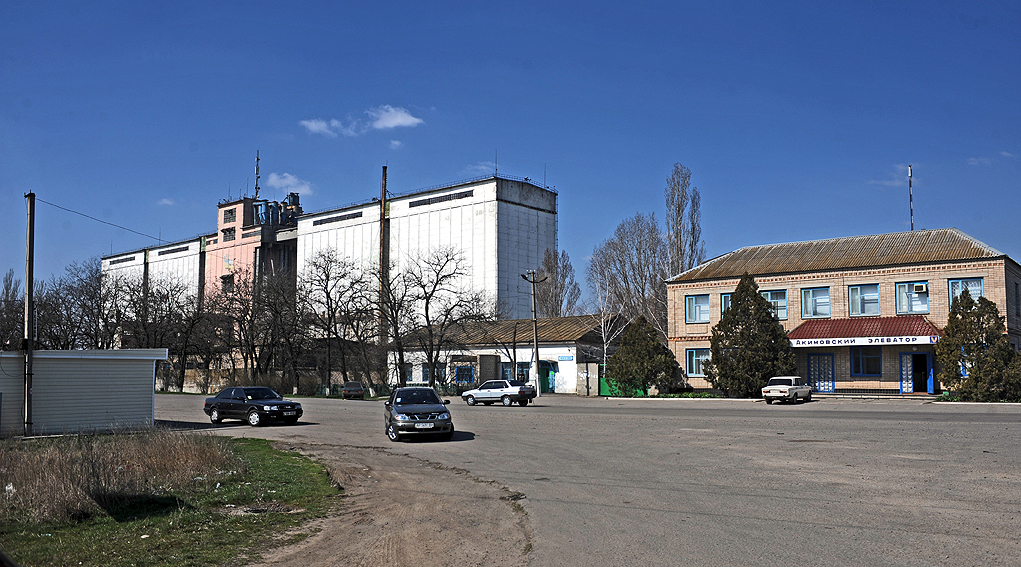
Елеватор на станції Якимівка
Вокзал станції Якимівка